# Kruisdisteloesterzwam
De kruisdisteloesterzwam (Pleurotus eryngii), ook wel duinvoetje of koningsoesterzwam genoemd is een eetbare paddenstoel uit de familie Pleurotaceae.

## Beschrijving

### Uiterlijke kenmerken
De vruchtlichamen lijken alleen op de grond te groeien, maar parasiteren feitelijk op de afstervende wortels van de waardplant. In het wild zijn de exemplaren ongeveer 8 × 5–10 cm groot, wit of romig oker van kleur en hebben ze een grijsbruine, fijnvilten hoed. De rand van de hoed is lang, gebogen, opgerold en licht golvend. De zachte, verder weg gelegen lamellen lopen ver door op de steel en zijn daar als een netwerk met elkaar verbonden (anastomosen). Ze zijn wit van kleur en worden geelachtig tot oranje naarmate ze rijpen. De sporenprint is wit. De steel is vol en groeit, afhankelijk van waar hij groeit, centraal of excentrisch mee met de hoed. De vruchtlichamen hebben dik, stevig en witachtig vruchtvlees. Ze verschijnen afzonderlijk of in groepen, soms in clusters.

### Microscopische kenmerken
De sporen zijn 7–9,5 × 3,5 µm groot, cilindrisch-elliptisch van vorm, hyaliene en elk gevuld met een druppel olie.